# Complexo Teles Pires

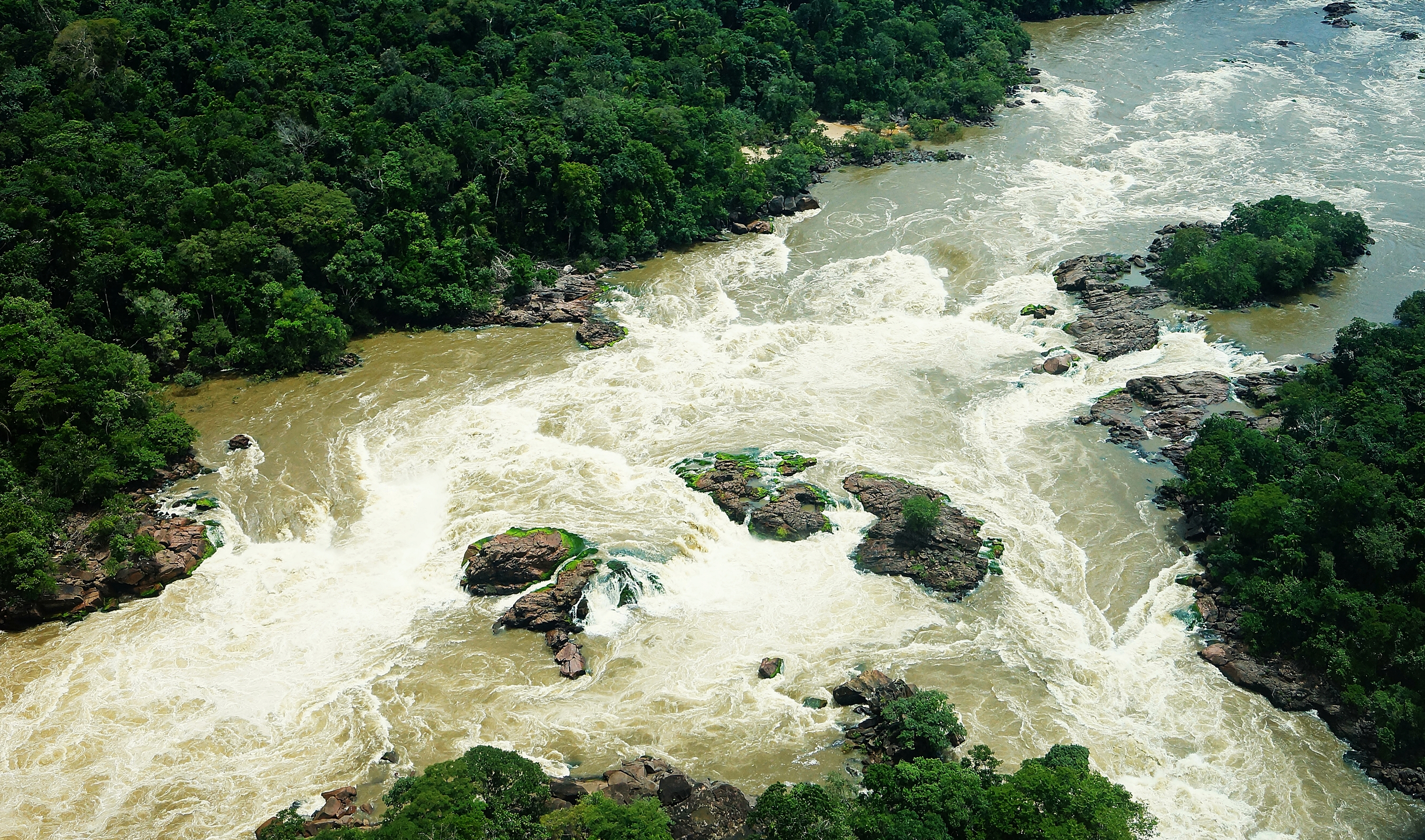
Rio Teles Pires

O Complexo Teles Pires é um complexo hidrelétrico no Rio Teles Pires, no Mato Grosso e no Pará, composto por 6 usinas: UHE São Manoel (700 MW), UHE Teles Pires (1820 MW), Usina Hidrelétrica de Colíder (300 MW), UHE Sinop (401 MW),  UHE Magessi (53 MW, planejada) e UHE Foz do Apiacás, no rio Apiacás, principal afluente do rio Teles Pires (275 MW, planejada).
O rio Teles Pires (ou Rio São Manuel) tem 1370 km de comprimento. O rio atravessa o estado de Mato Grosso e sua parte inferior marca a fronteira entre os estados de Mato Grosso e Pará. A sua junção com o rio Juruena forma o rio Tapajós, que é um dos maiores afluentes do Rio Amazonas. 
Várias barragens estão previstas no rio no projeto "Hidrovia Tapajós/Teles Pires" para criar uma via navegável que liga o interior do Brasil ao Oceano Atlântico. 